# Hatfield Government Center megállóhely

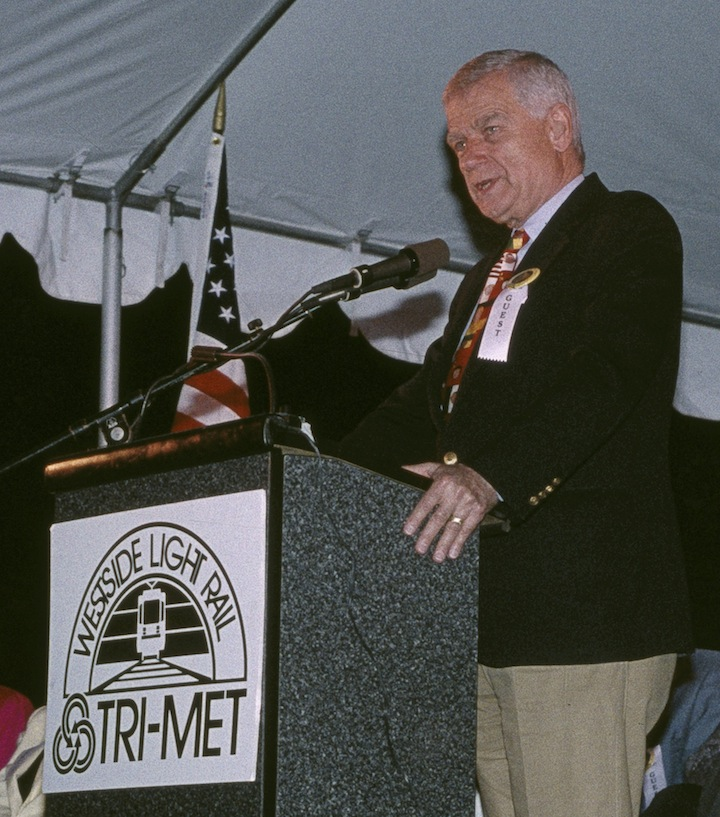
Mark O. Hatfield az 1993-as alapkő-letételen

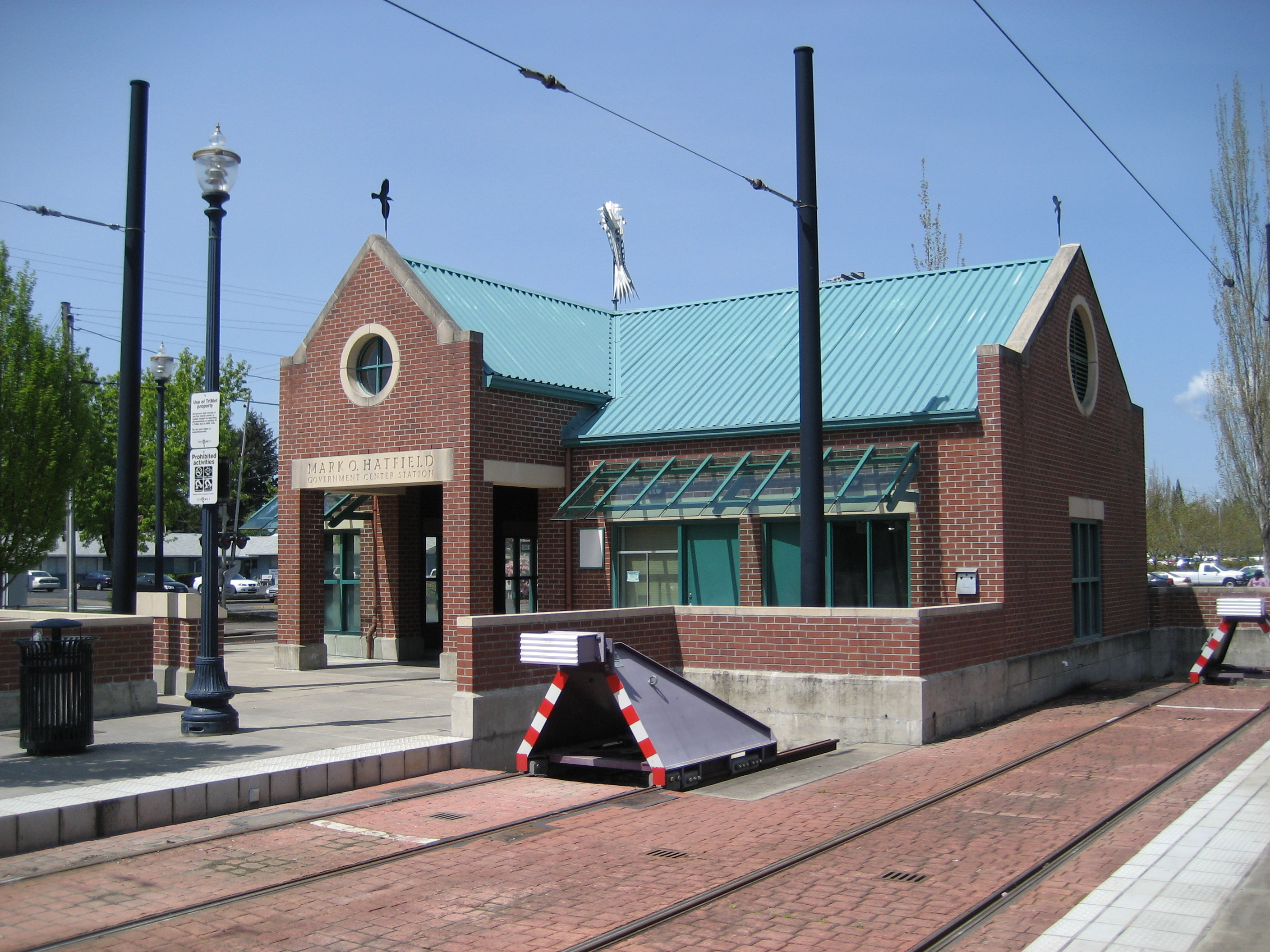
A járművezetők tartózkodóépülete

Hatfield Government Center megállóhely a Metropolitan Area Express kék vonalának nyugati végállomása és a TriMet autóbuszainak megállója az Oregon állambeli Hillsboróban.
A megállót 1998. szeptember 12-én nyitották meg; nevét Mark O. Hatfield szenátorról, a MAX-projekt támogatójáról kapta.
A peronok a keletről és nyugatról az Első és Adams, valamint az északról és délről a Washington és Fő utcák által körülhatárolt területen fekszenek; közvetlen mellettük helyezkedik el a postahivatal, velük szemben pedig a megyei törvényszék, illetve a városházának és a közösségi központnak otthont adó épület.

## Történet
A kék vonal Westside szakaszának kivitelezését 1993-ban kezdték el; 1996 novemberében Hillsboro és a TriMet úgy döntöttek, hogy a végállomást a pozícióját kihasználva a költségvetési bizottságban a projekt finanszírozását kijáró, 30 év után visszavonuló Mark O. Hatfield szenátorról nevezik el; a névadó ünnepséget a szenátor részvételével 1998 júniusában tartották.
Az 1998. szeptember 12-én rendezett megnyitón beszédet mondott Al Gore, az USA alelnöke; Rodney E. Slater közlekedési államtitkár; John Kitzhaber szenátor; Les AuCoin korábbi képviselő; Elizabeth Furse képviselő; Ron Wyden és Gordon Smith szövetségi szenátorok; valamint a névadó Mark O. Hatfield. A menetrend szerinti forgalom 11 órakor indult el, amit két napos rendezvénysorozat követett.
1999-ben napi átlagos 3005 fő utasával ez a megálló volt a legforgalmasabb. A zsúfoltság enyhítésére 2008 márciusától a reggeli és délutáni csúcsidőben a piros vonal három-három szerelvénye a Beaverton pályaudvar helyett idáig közlekedik.

## Kialakítása
A megálló akadálymentesített; környezetében zárt biciklitároló, tőle délre, a Washington utcán pedig 250 férőhelyes parkolóház található. A vonatok indulását monitorok jelzik.
A végállomáson három vágány, és három peron található; esőbeállót a középsőn, jegykiadó-automatát pedig minden peronon telepítettek.
A peronok északi végénél építették meg a vezetők pihenőépületét, amit elektromos alállomással egészítettek ki.. A vörös téglával burkolt, zöld tetős építmény posztmodern stílusban készült, rózsaablakokkal, vakkéményekkel és ormokkal. A megálló nevét a bejárat előtti árkád fölötti homlokzatba épített betonsávba marták. A teljes végállomás az OTAK Inc. tervei alapján készült.
A vonal elindulásával a környék fejlődésnek indult: a közelben számos megyei- és magántulajdonú iroda, a megyei seriff, a -börtön, -törvényszék, a városháza és számos más kormányzati épület található. A parkolóház földszintén a Portlandi Közösségi Főiskola helyi oktatási központja és üzletek vannak.

## Műtárgyak
A szakasz többi megállójához hasonlóan itt is elhelyeztek műalkotásokat; a gyűjtögetést és a mezőgazdaságot ábrázoló tárgyak az OTAK tervezőivel együttműködve Christine Bourdette szobrász munkái. A peronok déli végén bronzkosarakat és gránitgolyókat helyeztek el, melyeket az „érzékszervek összecsapása” és az „eredendően absztrakt” jelzőkkel illettek. Az állomásépületen elhelyezték a „Gathering Rail” fantázianevű bronzzsineget, amely a közösség összetartozását szimbolizálja.
Az állomás többi részén az Elizabeth Anderson grafikus által tervezett és Bill Bane által kifaragott bronzképek láthatóak: Mark O. Hatfield arcának három részből álló plakettje, a Nyugati-domb alatt futó Roberston-alagút, a Hood-hegy, az Oregoni Kongresszusi Központ és az Acélhíd. A középső peron esőbeállójának tetejét a Miles Pepper által alkotott, a mezőgazdaságra utaló, madárijesztő alakú szélkakas díszíti, a gerinc két végén pedig egy-egy varjú található, köztük pedig magvak.

## Autóbuszok
- 47 – Baseline/Evergreen (►PCC Rock Creek)[13]
- 48 – Cornell (►Sunset Transit Center)[14]

| Előző állomás |  | Metropolitan Area Express |  | Következő állomás                                                   |
| ------------- |  | ------------------------- |  | ------------------------------------------------------------------- |
| végállomás    |  | Kék vonal                 |  | Hillsboro Central/SE 3rd Ave pályaudvartovább Cleveland Avenue felé |

## Fordítás
- Ez a szócikk részben vagy egészben  a   Hatfield Government Center MAX Station című angol Wikipédia-szócikk ezen változatának fordításán alapul.  Az eredeti cikk szerkesztőit annak laptörténete sorolja fel. Ez a jelzés csupán a megfogalmazás eredetét és a szerzői jogokat jelzi, nem szolgál a cikkben szereplő információk forrásmegjelöléseként.